# Judenau-Baumgarten
Judenau-Baumgarten is a market town thuộc huyện Tulln trong bang Niederösterreich, Áo.